# Carmack’s Reverse
Carmack’s Reverse – używana w grafice trójwymiarowej technika dodawania cieni do renderowanej sceny. Jest to szczególna odmiana cieniowania shadow volume zastosowana po raz pierwszy przez Johna Carmacka w grze komputerowej Doom 3.